# Cacopsylla tatrica
Cacopsylla tatrica är en insektsart som beskrevs av Lauterer och Burckhardt 1994. Cacopsylla tatrica ingår i släktet Cacopsylla och familjen rundbladloppor. Inga underarter finns listade i Catalogue of Life.